# Kumbrische Sprache
Kumbrisch ist eine keltische Sprache, die in einem Großteil von Cumbria, dem nördlichen Northumbria und den schottischen Central Lowlands bis etwa ins 11. Jahrhundert hinein gesprochen wurde. Spuren des Kumbrischen haben sich vor allem in Ortsnamen erhalten.
Es gibt kaum Quellen, anhand derer sich die Nähe oder Entfernung zum Walisischen genau bestimmen ließe. Bis ins frühe 20. Jahrhundert blieben Relikte des kumbrischen Zahlensystems in Gebrauch, wenn Hirten ihre Schafe zählten. Dabei wurden für die Zahlen von 1 bis 20 verballhornte Formen der kumbrischen Zahlen verwendet (siehe Yan Tan Tethera).
Neben diesen Zahlen sind lediglich einige Rechtstermini erhalten, außerdem einige Ortsnamen wie Penrith, Lanark und wahrscheinlich Glasgow.
Kumbrisch wurde früher bisweilen als Nord-Walisisch bezeichnet, Kornisch als Süd-Walisisch. Zumindest das Kornische ist aber definitiv kein walisischer Dialekt, da es zur südwestbritannischen Gruppe gehört und dem Bretonischen näher steht als dem Walisischen. Zur Zeit ihrer größten Verbreitung wurde die kumbrische Sprache möglicherweise von etwa 30.000 Menschen gesprochen.
Die größte Schwierigkeit beim Kumbrischen besteht darin, dass es sich möglicherweise nicht um eine Abstandsprache zum Altwalisischen handelte und es deshalb zweifelhaft ist, ob man sinnvollerweise von einer eigenständigen kumbrischen Sprache sprechen kann. Alternativ könnte man von einem kumbrischen Dialekt des Altwalisischen sprechen.